# 5840 Raybrown
Az 5840 Raybrown (ideiglenes jelöléssel 1978 ON) a Naprendszer kisbolygóövében található aszteroida. Perthi Obszervatórium fedezte fel 1978. július 28-án.